# Осијон
Осијон (фр. Aussillon) насеље је и општина у јужној Француској у региону Миди Пирене, у департману Тарн која припада префектури Кастр.
По подацима из 2011. године у општини је живело 6313 становника, а густина насељености је износила 615,3 становника/km². Општина се простире на површини од 10,26 km². Налази се на средњој надморској висини од 330 метара (максималној 805 m, а минималној 198 m).

## Демографија
| 1962. | 1968. | 1975. | 1982. | 1990. | 1999. | 2011. |
| ----- | ----- | ----- | ----- | ----- | ----- | ----- |
| 4.504 | 6.663 | 8.383 | 8.178 | 7.673 | 7.076 | 6.313 |

График промене броја становника у току последњих година